# John Bulaitis

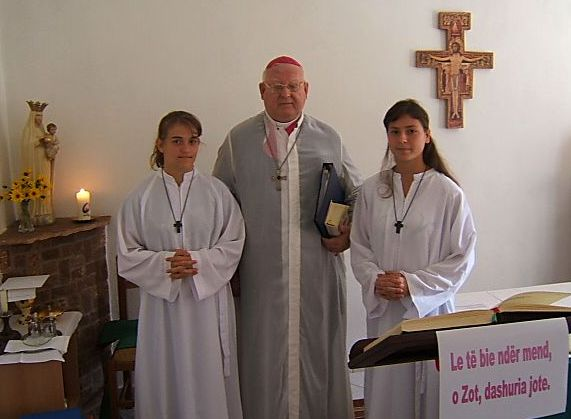
John Bulaitis während eines Besuchs in Delvina (2005)

John Bulaitis, auch Jonas Vytautas Bulaitis, (* 26. Juni 1933 in London; † 26. Dezember 2010 in Rom) war ein vatikanischer Diplomat.

## Leben
Bulaitis war litauischer Herkunft. Er studierte von 1944 bis 1952 am St.-Ignatius-College, einem Jesuitenkolleg in Stanford Hill/London, sowie von 1952 bis 1958 Philosophie und Theologie an der Päpstlichen Universität Gregoriana in Rom. Er empfing am 2. Februar 1958 für das in Litauen gelegene Bistum Kaišiadorys die Priesterweihe. Von 1959 bis 1962 absolvierte er ein Promotionsstudium an der Päpstlichen Lateranuniversität in Rom und trat dann in den diplomatischen Dienst des Heiligen Stuhls ein. Nach einem weiteren Studium an der Päpstlichen Diplomatenakademie hatte er 1963/64 seinen ersten Auslandseinsatz an der Apostolischen Nuntiatur in Südkorea. Am 1. Juli 1964 verlieh ihm Papst Paul VI. den Ehrentitel Überzähliger Geheimkämmerer Seiner Heiligkeit (Monsignore). Es folgten Aufgaben in Chile und Panama. Von 1972 bis 1987 war Bulaitis fast ununterbrochen in Afrika tätig bzw. in Rom mit afrikanischen Angelegenheiten befasst.
Am 21. November 1981 ernannte ihn Papst Johannes Paul II. zum Titularerzbischof von Narona und bestellte ihn zum Apostolischen Delegaten im Tschad sowie zum Apostolischen Pro-Nuntius in der Zentralafrikanischen Republik und in der Republik Kongo. Die Bischofsweihe spendete ihm Papst Johannes Paul II. am 6. Januar 1982 im Petersdom selbst; Mitkonsekratoren waren die Kurienerzbischöfe Eduardo Martínez Somalo und Lucas Moreira Neves OP.
Als Pro-Nuntius leitete Bulaitis die päpstlichen Vertretungen im Iran (1987–1991), Südkorea (1991–1997) und in der Mongolei (1992–1997). Am 25. März 1997 wurde er Apostolischer Nuntius in Albanien.
Bulaitis lebte ab 2008 in Rom. Am 26. Juli 2008 nahm Papst Benedikt XVI. sein aus Altersgründen vorgebrachtes Rücktrittsgesuch an. 
Am 26. Dezember 2010 starb Bulaitis und wurde am 27. Dezember auf dem Friedhof Campo di Verano bestattet. Die Feierlichkeiten in Santo Stefano degli Abissini leitete Kardinalstaatssekretär Tarcisio Bertone zusammen mit Giovanni Battista Kardinal Re und Giovanni Kardinal Coppa.